# Vito (banqueiro)
Vito (em latim: Vitus) foi um oficial bizantino do século VI, ativo durante o reinado do imperador Justiniano (r. 527–565). Um banqueiro (argiroprata), no final de 562 tomou ciência de uma conspiração para assassinar o imperador, vindo a participar dela. Depois de ser preso e interrogado, deu informações que comprometeram Belisário.